# 川口葵
川口 葵（かわぐち あおい、1998年11月26日 - ）は、日本のグラビアアイドル、女優、クリエイティブディレクター、タレント。seju所属。夫は格闘家の武尊。

## 経歴
幼稚園児のときに母親がキッズモデルの募集に応募、撮影を行った。高校生になり進路を考えた際キッズモデル時代を思い出し、女優の仕事をしたいと考えるようになった。2015年、フジテレビが新時代をリードするスターを発掘する目的で主催した「お台場夢大陸Presents DMGオーディション」で応募者3000人の中からファイナリスト8名に選ばれる。
2018年、ファッション雑誌『SPRiNG』とSHOWROOMが組んだモデルオーディション企画でSPRiNG賞を受賞。2019年1月号の誌面に登場。2019年、STU48の2期生オーディションに応募・参加したが、最終審査に残ることはできなかった。
地元で契約社員として働き上京資金を貯めながらオーディションを受けていたが、2020年春に上京。芸能事務所への応募と並行して、日本テレビのバラエティ番組『幸せ!ボンビーガール』のコーナー「上京ガール」に応募、採用される。同企画へは2019年冬に応募し、何度かリモート面接を行ったが、もう少し貯金をしようと考え、一度出演を断っていた。しかし、家族や友人に相談した結果、出演を決め、再度番組スタッフに連絡。同年6月2日放送回で物件探しをする様子が紹介された。7月14日の放送回で再び出演し、番組内で所属芸能事務所がフレイヴ エンターテインメントに決まったことを報告した。2020年8月、『週刊プレイボーイ』36号のグラビアに初登場。同年10月13日、『ヒルナンデス!』にて初のテレビ生出演を果たした。
2021年5月18日、「K-1甲子園2021&K-1カレッジ2021応援サポーター」への就任が発表された。
2022年2月、アパレルブランド「LA.VIE.ELU」（ラ・ヴィ・エル）を立ち上げ、クリエイティブディレクターに就任。
2025年7月29日、格闘家の武尊との結婚を発表した。

## 人物
- 趣味はテレビドラマ鑑賞。特に医療ドラマと警察ドラマを好む[5]。他の趣味は料理、自炊、韓国ドラマ鑑賞[1]。特技は、絶叫系をほぼ真顔で乗れる、鉄棒、書道[1]。
- 尊敬する人物は長澤まさみ・今田美桜[15]。長澤が出演する『コンフィデンスマンJP』での長澤の演技に魅せられたのが、女優業を意識するようになった切っ掛けであった。自身もコメディ作品への出演に意欲を見せており、福田雄一の作品に出演してみたいと語っている[16]。

## 出演

### テレビドラマ
- 極主夫道 第8話（2020年11月29日、読売テレビ） - 店員 役[17]
- ビリオン×スクール（2024年7月5日 - 9月13日、フジテレビ） - 柄本真紀 役[18]

### 映画
- ショコラの魔法（2021年6月18日公開） - 中川凛子 役[19]
- 山田くんとLv999の恋をする（2025年3月28日公開）- えり 役

### 舞台
- オンライン朗読劇「葉桜と魔笛」（2020年9月16日）[20]
- 水木英昭プロデュース vol.25 「レイジーミッドナイト」（2021年6月30日〜7月4日）

### CM
- 日清焼そばU.F.O.「売上No.1」編（2021年3月、日清食品） - 女性 役
- GMO賃貸DX（2021年8月、GMO ReTech） - イメージキャラクター[21]

### テレビ番組
- 幸せ!ボンビーガール（2020年6月2日・7月14日・8月25日、日本テレビ）[10] - 上京ガール
- ヒルナンデス!（2020年10月13日、日本テレビ）[10]
- 世界一受けたい授業（2020年11月8日、日本テレビ） - 「『サラダ記念日』に学ぶ10代の初々しい恋愛短歌」（再現VTR）- 女子高生 役
- あざとくて何が悪いの?「もしもあざとい美女がお隣に引っ越して来たら」（2021年5月1日、テレビ朝日）[22]

### WEB
- 渋谷区医師会 ｢この街には 頼れる先生がいる｣（2020年、CLIEN）
- かまいたちのタグロー（2020年12月号、GYAO!）
- 恋とオオカミには騙されない（2021年2月14日 - 5月2日、AbemaTV）[23]
- かまいちょぱ（2021年6月2日、6月9日、GYAO!）
- おるおるオードリー（2022年10月8日、TELASA）

### WEBドラマ
- 『ビリオン×スクール』FODオリジナルストーリー（2024年9月13日、FOD） - 柄本真紀 役[24]

### その他
- K-1甲子園2021&K-1カレッジ2021応援サポーター（2021年）

## 書籍

### 写真集
- あおいのすがお。（2023年12月13日、講談社）ISBN 978-4065342008

### デジタル写真集
- この街で（2022年11月7日、週刊プレイボーイ、撮影：細居幸次郎）[25]
- 大人になったね（2023年1月27日、講談社、撮影：Takeo Dec.） [26]
- あおいろ（2023年2月20日、週刊プレイボーイ）[27]
- 美しく、色っぽく（2023年5月19日、講談社）[28]

### 雑誌
- 週刊プレイボーイ（2020年No.36号、2021年No.6号、2022年No.47号、2023年No.10号）
- FRIDAY（2023年6月2号、2023年7月7号）